# Королі Лейнстеру

Лейнстер у 900

Королівство Лейнстер або Ленстер — (англ. Leinster, ірл. Laighean) — у давнину Лаген — розташовувалось на сході Ірландії.

## Легендарні королі Лагену

### Вожді племінного союзу лагенів (галеоїн)
- Слане

…
- Крімтанн Скіатбелу (Crimthann Sciathbél)

…
- бл. 300- Лабрайд Лойнгсех (Мойн мак Айне) (бл. 270 — 53 до н. е.). верховний король Ірландії
- Фінн Філі (бл. 60 до н. е.).
- Месройда мак Дато (бл. 30 до н. е.).
- Росс Руад мак Фергус Фейрге (бл. 26 до н. е.).
- Айліль Мор, син попереднього (бл. 10 до н. е.). король Лагену, король Коннахту
- Кайрпре Ніа Фер, син попереднього.
- Лугайд, брат попереднього (бл. 50 до н. е.).
- Кайрпре Ліфехайр мак Кайрпрех (бл. 80).
- Мес Гегра (бл. 120)
- Еоху Ламдойт, король Осрейгу (бл. 180)

### Королі Лагену з роду Ку Корба
- Ку Корб мак Еохада (бл. 180—210).
- Ніа Корб, син попереднього (бл. 210—230).
- Кормак Луск (Дал Кормак), брат попереднього (бл. 230—240).
- Мес Корб, брат попереднього (бл. 240 — 50).
- Кормак Хельта, син Ніа Корба (бл. 250—720).
- Еоху Ламдерг, син Мес Корба (бл. 270—300).
- Фейдлімід Фер Оргле, син Кормака Хельта (бл. 300—320).
- Фотад, син Еоху Ламдерга (бл. 320—330).
- Гаррху, син попереднього (бл. 330 — 40) — рід Ві Гаррхон.
- Майне Мал, син Фейдліміда Фер Оргле (бл. 340—360) — рід Ві Майлл.
- Катайр Мор (Великий), брат попереднього (бл. 360—385).
- Фіаху ба х-Айккід, син (бл. 385—392).

## Історичні королі Лейнстеру

### Нащадки Катайра Мора
- Рос Файлге, син — рід Ві Файлге.
- Дайре Баррах, брат попереднього — рід Ві Байррхе.
- Брессал Енехглас, брат попереднього — рід Ві Енехглайс.
- Брессал Белах, син попереднього (король Лагену).
- Енне Ніад, син попереднього (у Північному Лагені).
- Бріон, син попереднього — рід Ві Бріуйн Куалайн.
- Дунланг, брат попереднього — рід Ві Дунлайнге.
- Лабрайд Лайдех, син Брессала Белаха (у Південному Лагені).
- Дрон, син попереднього — рід Ві Дрона.
- Енне Хеннселах, брат попереднього — рід Ві Хеннселайг.

### Нащадки Брессала Белаха
- - 436 Брессал Белах мак Фіахад Байхед (Bressal Bélach) правив бл. 392—436
- Муйредах Сніте (Мо-Снітех) мак Дайрі (рід Ві Байррхе) (бл. 436—440)
- Моенах (Móenach), син попереднього (бл. 440—445)
- бл. 445—447 Мак Кайртінн мак Койлбох (рід Ві Енехглайс)
- Над Бвідб мак Ерка Буадайг (бл. 446—450) (род Ві Дего)
- Енне Хеннселах мак Лабрада (Enna Cennsalach) (бл. 450—470) або (436—444) (рід Ві Хеннселайг)
- - 483 Крімтанн (Crimthann), син попереднього (бл. 470—483) або (444—483)
- бл. 483—485 Фіндхад мак Гаррху (Findchad) (рід Ві Гаррхон)
- бл. 485—495 Фроехе (Fróech), син попереднього
- бл. 495—527 Іланн мак Дунлайнге (Illann) (рід Ві Дунлайнге).
- 527 — 530 Айліль (Ailill I[1]), брат попереднього
- - 539 Кормак мак Айліль (Cormac), син попереднього.
- 539 — 550 Койрпре (Coirpre), син попереднього
- бл. 550—580 Колман Мор (Colmán Már), син попереднього
- бл. 580—595 Аед Дібіне мак Кенайг Дібіг (Aedh I Díbchíne) (рід Ві Майлл)
- бл. 595—605 Брандуб мак Ехах (Brandubh)
- бл. 605—624 Ронан мак Колман (Rónán)
- 624 — 633 Крімтанн (Crimthann), син Аеда Дібіне
- 633 — 640 Фаелан (Fáelán I), син Колмана Мора (пом. 666)
- бл. 640—656 Крундмаел (Crundmáel), син Ронана мак Колмайна.
- бл. 656—680 Фіаннамайл мак Меле Туйле (Fiannamail)
- бл. 680—693 Бран Мут мак Конайл (Bran I Mutt)
- 693 — 715 Келлах Куаланн мак Геріді (Kelly I Cualann)
- 715 — 715/727 Мурхад (Murchad), син Бран Мута
- 715 — 727 Аед (Aedh II)
- 727 — 728 Дуннхад (Dúnchad), син попереднього
- 728 — 728/738 Аед мак Колгу

### Королі з роду Ві Дунлайнге (738—1042)
- 728/738 — 738 Бран Бекк мак Мурхада (Bran Becc).
- 738 — 760 Фаелан (Faelan II), брат попереднього
- 760 — 776 Келлах (Kelly II), син Дуннхада
- 776 — 785 Руайдрі (Rory), син Фаелана
- 785 — 795 Бран Арденн мак Муйредайг (Bran II Tall-Head).
- 795 — 805 та 806—808 Фіннснехта Кетардерг (Чотириокий) (Finsnechta Cetharderc), син Келлаха мак Дуннхада.
- Муйредах (Muiredach), син Брана Арденна мак Муйредайга (пом. 818) правив на сході Лейнстеру у 805—806
- 808 — 829 Муйредах (Muiredach), син Руайдрі правив на заході Лейнстеру у 805 — 06, а у 808—829 правив усім Лейнстером.
- 829 — 834 Келлах (Kelly III), син Брана Арденна мак Муйредайга .
- 834 — 838 Бран мак Файлайн (Bran III).
- Лоркан, син Келлаха (Lorcán I) (838 — 48) або (846—848)

#### Рід Ві Хеннселайг

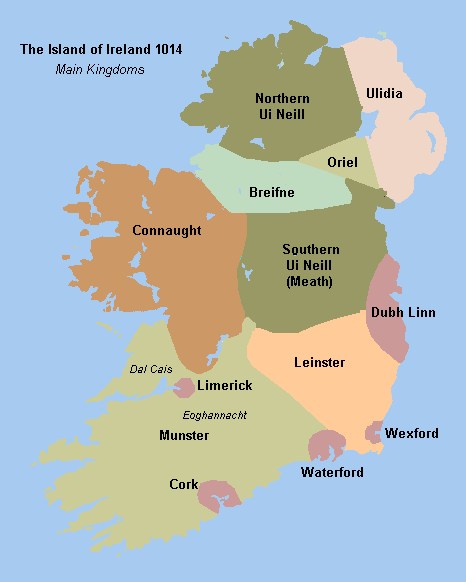
Ірландія у 1014 році

- 848 — 854 Туатал мак Мел Брігте (мак Муйредайг) (Tuathal I)
- Руарк мак Брайн (Ruarc) 854—862
- - 863 Муйрекан мак Діармайт (Muirecán) (862—863) або (854—863)
- 863 — 869 Дунланг мак Муйредайг (Dúnlaing I), брат Туатала Мак Меле Брігте
- 869 — 871 Айліл (Ailill II), син попереднього
- 871 — 884 Домналл (Domnall, Donal I), син Муйрекана мак Діармато.
- 884 — 885 Муйредах мак Брайн (Muiredach), абат Кілдера.
- 885 — 909 Кербалл мак Муйрекан (Cerball)
- 909 — 917 Угайре (Augaire I), син Айліля мак Дунланга
- 917 — 942 Фаелан (Faelan, Fáelán III), син Муйредаха мак Брайна
- 941 — 943 Лоркан (Lorcan, Lorcán II), син попереднього
- 943 — 947 Бройн мак Меле Морда (Braen son of Maelmordha, Broén)
- 947 — 958 Туатал (Tuathal, Tuathal II), син Угайре. Пращур роду Ва Туатайл (О'Тули)
- 958 — 966 Келлах (Ceallach, Kelly III), син Фаелана.
- 966 — 972 Мурхад мак Фінн (Murchadh).
- 972 — 976/977 Угайре (Ugaire, Augaire II), син Туатала
- - 978/984 Домналл Клан (Domnall Claen, Donal II Cláen), син Лоркана.
- - 982/983 Діармайт (Diarmuit mac Uathmaran)
- 984 — 1003 Доннхад (Donchad, Donnchad I), син попереднього
- 1003 — 1014 Мел Морда (Маелморд) (Mael Mórda), син Мурхада мак Фінна
- 1013 Дунланг (Dunlang), син Туатала
- 1014 — 1015 Дуннкан (Donncuan), син попереднього
- 1016 — 1018 Брайн (Braen, Bran IV), син Мел Морда (пом. 1052). пращур роду Ва Брайн (О'Бірни)
- 1018 — 1022/1024 Угайре (Ugaire, Augaire III), син Дунланга
- 1024 — 1033 Доннхад (Donnchad), брат попереднього (пом. 1036/1037)
- 1036 — 1039 Доннхад мак Гілла Патрайк (Donnchad Mac Gilla Pátraic), король Осрейгу (1033—1039)
- - 1039 Домнналл (Domnall), син Доннхада
- 1039 — 1042 Мурхад (Murchad, Murchad II), син Дунланга.
- 1042 — 1072 Діармайт мак Доннхада Маел-на-м-Бо (Diarmait, Dermot I), король Ві Хеннселайг, король Лейнстеру, верховний король Ірландії
- 1052 — 1070 Мурхад (Murchad, Murchad III), син попереднього. Співправитель у 1052—1070
- 1072 — 1075 Домналл (Domnall, Donal III), син Мурхада мак Дунланга
- 1075 — 1089 Доннхад мак Домнайлл Ремайр (Donnchad, Donnchad III)
- 1089 — 1092 Енна мак Діармата (Énna I), син Діармайта мак Доннхади Мел на мБо
- 1092 — 1098 Діармайт (Dermot II), син попереднього
- 1098 — 1115 Доннхад мак Мурхада (Donnchad, Donnchad IV)
- 1115 — 1117 Діармайт мак Енне мак Мурхада (Diarmait, Dermot III)
- 1117 — 1126 Енна (Enna, Énna II), син Доннхада.
- 1126 — 1171 Діармайт Мак Мурхада (Мак Морроу) (Diermit, Dermot IV), син попереднього.

- Конхобар мак Тойрдельбайг (Conchobar), король Дубліна, претендент на титул короля Лейнстеру у 1126—1127 роках
- Домналл мак Кербайлл (Donal IV), король Ві Файлан, претендент на титул короля Лейнстеру у 1127—1132 роках
- Річард де Клер (Стронгбоу) (Richard Strongbow), Граф Пемброк у 1148—1154, правитель Лейнстеру у 1171—1176 роках. Зять Діармайта Мак Мурхади

У 1171 році королівство було завойовано англійцями, але у його південній частині сином Діармайта Мак Мурхада було засновано нове королівство.